# Lovely Seat
Lovely Seat är ett berg i Storbritannien.   Det ligger i grevskapet North Yorkshire och riksdelen England, i den centrala delen av landet, 300 km norr om huvudstaden London. Toppen på Lovely Seat är 674 meter över havet, eller 147 meter över den omgivande terrängen. Bredden vid basen är 2,5 km.
Terrängen runt Lovely Seat är huvudsakligen lite kuperad.Runt Lovely Seat är det ganska glesbefolkat, med 36 invånare per kvadratkilometer. Närmaste större samhälle är Kirkby Stephen, 17,3 km nordväst om Lovely Seat. Trakten runt Lovely Seat består i huvudsak av gräsmarker.